# Nafaanra
Le nafaanra (parfois appelé nafaara, prononcer nafaãra) est une langue sénoufo parlée au nord-ouest du Ghana, à la frontière avec la Côte d'Ivoire, à l'est de Bondoukou. Environ 61 000 personnes (GILLBT 2003) parlent cette langue. Ils se nomment eux-mêmes Nafana; certains les appellent Banda ou Mfantera. Comme les autres langues Sénoufos, le nafaanra est une langue tonale. C'est en quelque sorte une langue dérivée des langues sénoufo du sud tagwana-djimini, sa famille la plus proche géographiquement, à peu près 200 km à l'ouest, de l'autre côté du parc national de la Comoé.

## Géographie et démographie

Nafaanra, quelques langues voisines, et autres langues Sénoufos.

Dans l'entourage de la langue nafaanra on trouve les langues koulangos à l'ouest, tandis que le deg, (une langue gur), et le gonja, une des langues kwa, sont au nord et à l'est. Toutefois, la langue voisine la plus proche est le mandé de la branche Ligbi (parlée par les « Banda »), chose intéressante aussi, dérivée de la même famille de langues. Au sud-est et au sud des Nafanas et des Ligbis, on parle akan, la langue abron (ou bron, brong).
Les Nafanas vivent au nord-ouest de la région Brong-Ahafo du Ghana, essentiellement concentrés à Sampa (en) (capitale du district nord jaman) et Banda. Selon Jordan (1980:A.5), il existe deux variantes dialectales du nafaanra : le pantera de Banda, et le fantera de Sampa. Bendor-Samuel (1971) leur attribue une parenté de 79 % à partir de la liste Swadesh. On considère le dialecte de Banda comme le principal. Les Nafanas n'apprécient guère qu'on les appelle Fantera et Pantera, termes qu'ils considèrent comme péjoratifs.
Les Nafanas racontent qu'ils viennent de Côte d'Ivoire, plus précisément du village de Kakala. En sénoufo le village est appelé Kakala et les habitants Kakambi. (Kakààbi). Selon Jordan (1978), leur histoire (de tradition  orale) dit que des Nafanas sont toujours là-bas, et que s’ils y retournent ils ne seront pas autorisés à revenir. Ils arrivèrent dans la région de Banda après les Ligbis, qui selon Stahl (2004) vinrent de Begho (Beghu) au début du XVIIe siècle.
De nombreux Nafanas sont bilingues et parlent twi, la langue des Ashantis. Selon SIL, 50 % sont capables de se débrouiller en twi dans la vie courante mais rencontrent des difficultés dans des domaines plus spécifiques, tandis que 20 % disposent d'un vocabulaire suffisamment précis pour tenir des conversations sur des sujets variés de type vie pratique, social, hobbies... Les 30 % restants sont soit capables de tenir une conversation très simple sur des sujets familiers (15 %), soit complètement incapables de parler twi (15 %). 15 à 25 % des Nafanas savent lire et écrire en twi, contre seulement 1 à 5 % pour le nafaanra.
D'après Roger Blench, le nafaanra est la deuxième langue d'environ 70 personnes de l’ethnie Dompo(une localité située dans le département de Djigoué de la province du Poni dans la région Sud-Ouest au Burkina Faso) vivant près de Banda. On pensait que les Dompos ne parlaient plus leur propre langue dompo (en). jusqu'aux travaux sur le terrain de Blench en 1998 qui prouvent au contraire que c'est toujours leur première langue.

### Classification
Maurice Delafosse (1904) fut le premier linguiste à mentionner les Nafanas, les appelant « une tribu Sénoufo très dispersée » (p. 195). Westermann dans sa classification des langues ouest-africaines (1970 [1952]:56) groupe aussi le nafaanra avec le sénoufo, se basant apparemment sur la liste de mots établie par Rapp (1933). Cette classification est confirmée par Bendor-Samuel (1971), qui base sa propre classification des sénoufos sur la liste comparative Swadesh et. al. (1966).
Il n'est pas évident de dire à quelle branche sénoufo le nafaanra s'apparente le plus. Bendor-Samuel (1971) attribue une parenté de 60 % selon la liste Swadesh avec le 'téneré' (un dialecte sénari de l'ouest), 59 % avec le sénari central (le dialecte sénari parlé dans la région de Korhogo), et 43 % avec les langues non-senoufo mo (ou geg), kabré (ou kabiyé), et dogon. Le résultat relativement faible (environ 60 %) montre une parenté plutôt éloignée. En outre, Mensah et Tchagbale (1983) établissent un facteur d'inter-intelligibilité de 38 % avec le tyebaara (sénari), concluant que le nafaanra est seulement vaguement apparenté avec ce dialecte (p. 19). On a tenté de rattacher le nafaanra au palaka (kpalaga)"senoufo", voir Mannessy (1981), alors que Mills (1984) suggère une relation avec la branche des langues du sud tagwana-djimini. On attend toujours les conclusions définitives de ces recherches linguistiques comparatives.

## Sons

### Voyelles
Jordan (1980) répertorie sept voyelles labiales et cinq nasales. La nasalisation des voyelles est écrite en ajoutant la lettre n après la voyelle, comme pour beaucoup de langues africaines d'Afrique de l'ouest. Les voyelles peuvent être courtes ou longues. Le système de voyelles se rapproche de celui des autres langues sénoufo. Tout comme les deux langues sénoufo du nord, le Supyiré et le mamara, il a seulement cinq nasales contre sept labiales.
| Jordan 1980   | antérieures | centrales | postérieures |
| ------------- | ----------- | --------- | ------------ |
| fermées       | i • ĩ       |           | u • ũ        |
| semi-fermées  | e           |           | o            |
| semi-ouvertes | ɛ • ɛ̃       |           | ɔ • ɔ̃        |
| ouvertes      |             | a • ã     |              |

### Consonnes
Dans le tableau ci-dessous, les symboles orthographiques sont entre parenthèses s'ils diffèrent des symboles de l'alphabet phonétique international (API). Notez particulièrement l'utilisation de j pour API [ɟ] et celle de y pour API [j], commune à l'orthographe africaniste.
| Jordan 1980:NAF 5 | bilabiales | labio- dentales | alvéolaires | palatales    | vélaires | labio- uvulaires | glottales |
| ----------------- | ---------- | --------------- | ----------- | ------------ | -------- | ---------------- | --------- |
| occlusives        | p b        |                 | t d         | c (ch) ɟ (j) | k g      | k͡p g͡b            |           |
| fricatives        |            | f v             | s z         | ç (sh)       |          |                  | h         |
| nasales           | m          |                 | n           | ɲ (ny)       | ŋ        | ŋ͡m               |           |
| vibrantes         |            |                 | r           |              |          |                  |           |
| approximantes     |            | w               | l           | j (y)        |          |                  |           |

Le système des consonnes du nafaanra est assez proche de celui des autres langues sénoufo. Le nafaanra a seulement une palatale fricative certifiée, /sh/, occupant une position intermédiaire entre le sénoufo du nord (mamara, supyire) qui ont tous deux /sh/ et son équivalent vocal /zh/, et les langues sénoufos du centre et du sud (par exemple le karaboro, le senari, le djimini) qui n'ont aucune palatale fricative. Le  /h/ nafaanra correspond probablement à la consonne glottale qu'ont la plupart des autres langues sénoufo, soit sous forme d'une glottale occlusive /ʔ/ (supyire, sénari, karaboro) soit d'une glottale fricative /h/ (mamara).

### Accent tonique
Comme les autres langues sénoufo, le nafaanra a trois accents contrastifs: haut, moyen et bas (c'est une lacune considérable de ne pas avoir mentionné l'accent tonique dans l'orthographe nafaanra chez Hartell (1993). Les exemples donnés par Jordan (1980:D.3.4) sont : 
- kúfɔ̀ « igname » (haut-bas)
- dama « deux pesewas » (pièce) (moyen)
- màŋà « corde » (bas)

Jordan mentionne brièvement que l'accent tonique moyen revêt parfois un caractère ascendant, que le ton haut est parfois enclin à descendre (cas d'un processus tonal résultant d'un ton haut réalisé plus bas qu'un précédent ton haut), parfois dans le désordre. Le caractère montant du moyen peut être relié au fait qu'on rencontre deux tons moyens différents chez les autres langages sénoufo (comme en sucite et en supyire). Le ton haut descendant (signalé par un point d'exclamation) est noté comme suit par Jordan :
- we !sɛ  (il FUTUR aller)  « il partira ».

Il est probable que l'accent tonal descendant vu dans cet exemple particulier soit lié au ton nasal bas que l'on trouve au futur dans d'autres langues sénoufo. En fait, le supyire (Carlson 1994:334) présente un phénomène similaire au futur dans les phrases avec un objet direct (dans les autres constructions au futur, on trouve le ton nasal bas).
Toutefois en général, le ton haut descendant est plus répandu que dans le supyire, et il n'y a aucune raison de douter qu'on rencontre la même chose en palaka, tagwana, et djimini (Mills 1984:xvi).
On ne trouve pas de lien flagrant du ton montant médium dans les autres langues sénoufo. Voici un exemple avec une phrase à l'impératif :
- ki tɔ  (ferme)  « ferme-le! »

## Morphologie
Une syllabe nafaanra comprend une voyelle et un maximum de 3 consonnes. Il arrive qu'une consonne nasale soit une syllabe nasale à elle seule. La structure de base d'une syllabe peut se présenter comme (C1)(C2)V(C3), avec une préférence pour CV and CVV. La position C1 peut contenir toute consonne, quoiqu'un mot ne commence jamais par /r/. La position C2 peut contenir seulement  des vibrantes telles que (/r/) ou approximantes (/w, l, j/).Si la position C3 contient seulement des nasales (/m n ɲ ŋ/) la syllabe entière est nasalisée.

## Grammaire
Les langues sénoufo ont un système de catégorie de noms (ou genre) typique du nigéro-congolais. Les suffixes des noms marquent l'appartenance à l'un des cinq genres de noms. Les pronoms, adjectifs et copules reflètent le genre nominal auxquels ils appartiennent. Bien qu'aucune source ne donne de détail, il est possible de déduire d'une courte liste de mots établie par Jordan (1980) que le système de genre des noms nafaanra ressemble à celui des sénoufos.
L'ordre basique des mots en nafaanra est Sujet-Objet-Verbe, tel qu'on peut le voir dans la phrase suivante :
- bibilɛ ná pé nya  (Les garçons PASSÉ eux vus)  « Les garçons les ont vus »

### Pronoms personnels
Jordan (1980) établit la liste suivante des pronoms, précisant que bien que le système des pronoms semble simple, ils se complique car les temps sont exprimés par une combinaison du pronom et d'une particule.
| Jordan 1980  | Singulier | Pluriel |
| ------------ | --------- | ------- |
| 1re personne | ni        | o       |
| 2e personne  | mu        | e       |
| 3e personne  | u         | pe      |

### Temps et forme
Le temps et la forme en nafaanra sont en règle générale codifiés en deux endroits : avec une particule pré-verbale et sur la forme du verbe. Le nafaanra a un passé, un passé récent, des temps futurs et une forme qui exprime la durée. Dans une phrase simple, l'ordre des différents constituants peut se traduire comme suit : SUJET • (NEGATION) • (TEMPS) • (FORME) • VERBE. Quand le suffixe négatif -n est présent, il ne peut pas y avoir d'ajout de particule pré-verbale. De plus le nafaanra exprime quelques formes/temps en utilisant à certaines occasions des adverbes de temps et des verbes auxiliaires. 
Le temps passé est marqué par l'emploi de la particule prè-verbale ná (ton haut, soit l'opposé du ton bas pour la particule de la forme progressive). Le futur est marqué par la particule wè. Les phrases simples sans temps pré-verbal s'interprètent comme l’expression d'un passé récent (parfois appelé immédiat). Si la forme n'est pas marquée, les phrases simples sont généralement interprétées comme achevées. (Exemples de phrases de Jordan 1978:85-87.)
- kòfí ná sɛ́  ?

  (Kofi PASSÉ partir-achevée)  « Kofi est parti » — PASSÉ
- kòfí wè sɛ́  (Kofi FUTUR partir-achevée)  « Kofi partira » — FUTUR
- kòfí sɛ́  (Kofi partir-achevée)  « Kofi vient de partir » — PASSÉ RECENT (NON MARQUÉ)

La forme progressive montre que l'action est en cours ou se répète. Elle est marquée à la fois par la particule pré-verbale nà (ton bas) et par un changement de la forme verbale. Le verbe sɛ́ aller dans la phrase plus bas a la forme progressive síé. Dans les phrases où on trouverait à la fois la particule du passé ná et la particule progressive nà, on trouve la particule fusionnée náà. Dans les phrases au passé récent, la particule pré-verbale progressive est omise et la forme progressive est marquée sur le verbe.
- kòfí náà síé  (Kofi PASSE PROGRESSIF partir-CONT)  « Kofi était en train de partir » — PASSÉ PROGRESSIF
- kòfí wè nà síé  (Kofi FUTUR PROGRESSIF go-CONT)  « Kofi sera en train de partir » — FUTUR PROGRESSIF
- kòfí síé  (Kofi partir-PROGRESSIF)  « Kofi est en train de partir » — PASSÉ RECENT PROGRESSIF

On peut différencier deux classes de verbes sur la base de leur fonctionnement dans les phrases de forme progressive. Une classe a deux formes distinctes, comme on l'a vu dans les exemples ci–dessus. Une autre classe n'a pas de forme distinctive — elle sert à la fois pour la forme progressive et la forme achevée. Dans les phrases au passé récent c'est ambigu puisque la particule progressive y est absente.
Par conséquent on interprète la phrase kòfí blú de deux façons:
- kòfí blú    ?  (Kofi baignerPROGRESSIF)  « Kofi est en train de se baigner » — PASSÉ RECENT PROGRESSIF
- kòfí blú  (Kofi baigner-ACHEVÉ)  « Kofi vient de se baigner » — PASSÉ RECENT (non marqué)

Des fusions notables prennent place entre sujets pronominaux et  particules pré-verbales. Par exemple, ná PASSÉ fusionne avec pé « ils » pour donner prá sɛ́ (ils-PASSÉ partir-ACHEVÉ) « ils sont partis » et wè FUTUR fusionne avec pé dans píè sɛ́ (ils-FUTUR partir-achevé) « ils partiront ».

### Questions
Les questions sont formulées de plusieurs manières en nafaanra. On ajoute rá en fin de phrase pour les questions basiques oui/non. Les questions demandant une réponse construite sont doublement marquées. Elles commencent par un mot interrogatif et finissent par hin. (Exemples. Jordan 1980:NAF4.)
- u pan rá  (il venir QUESTION)  « Est ce qu'il est venu? » — question oui/non
- ŋgi wra nya hin    ?  (Qu'est ce qu'il+PASSE voir QUESTION)  « Qu'est ce qu'il a vu? » — question à réponse construite

### Nombres
Les chiffres cardinaux donnés par Jordan (1980:D.1.4) sans accent tonal sont présentés plus bas. Quand cela est possible l'accentuation est indiquée, basée sur la liste de Rapp (1933:66-67). Quelques équivalents supyire (Carlson 1994:169) sont mentionnés à titre de comparaison. Notez que les nombres six à neuf sont obtenus en ajoutant les chiffres un à quatre à kɔɔ cinq au moyen de la conjonction na.
| no.  | Nafaanra           | Supyire        | notes                                 |
| 1    | núnu               | nìŋkìn         |                                       |
| 2    | shíín              | shùùnnì        |                                       |
| 3    | táárɛ̀              | tàànrè         | Mpre: eta (Rapp 1933)                 |
| 4    | jíjirɛ̀             | sìcyɛɛrè       |                                       |
| 5    | kúnɔ               | kaŋkuro        |                                       |
| 6    | kɔ́ɔ̀-ná-nù          | baa-nì         | < 5 + 1                               |
| 7    | kɔ́ɔ̀-na-shin        | baa-shùùnnì    | < 5 + 2                               |
| 8    | kɔ́ɔ̀-ná-tárɛ̀        | baa-tàànrè     | < 5 + 3                               |
| 9    | kɔ́ɔ̀-ná-jirɛ        | baa-rìcyɛ$ɛ$rè | < 5 + 4                               |
| 10   | kɛ́                 | kɛ             |                                       |
| 20   | fúlo               | benjaaga       |                                       |
| 30   | fúlo na kɛ         | benjaaga na kɛ | < 20 + 10                             |
| 40   | fúloe shiin        |                | < 20 x 2                              |
| 50   | fúloe shiin na kɛ  |                | < 20 x 2 + 10, Rapp féleshen-ná-kɛ    |
| 60   | fuloe taarɛ        |                | < 20 x 3, Rapp félèko-a-ná-nò         |
| 70   | fuloe taarɛ na kɛ  |                | < 20 x 3 + 10, Rapp féleko-náshèn     |
| 80   | fuloe jijirɛ       |                | < 20 x 4, Rapp féleko-ná-tàrɛ         |
| 90   | fuloe jijirɛ na kɛ |                | < 20 x 4 + 10, Rapp félèko-ná-nyèrɛ   |
| 100  | lafaa              |                | Mpre: ke-lafa (Rapp 1933)             |
| 200  | lafɛɛ shiin        |                |                                       |
| 400  | lafɛɛ jijirɛ       |                |                                       |
| 1000 | kagbenge nunu      |                | Rapp láfâ-kɛĭ (< 100 x 10) or káboŋge |
| 2000 | kagbenge shiin     |                |                                       |

Les nombres 11-19 sont formés en ajoutant les chiffres 1-9 à 10 au moyen de la conjonction mbɔ, par exemple kɛmbɔnunu « neuf », kɛmbɔkunɔ « quinze ». Pour les dizaines et plus, les systèmes nafaanra et supyire divergent. Pour former les chiffres de la trentaine à la centaine on multiplie fulo « vingt » et l'addition de kɛ « dix » (au moyen de ná). Étonnamment ici, il y a des différences notables entre Rapp (1933) et Jordan (1980). Chez Rapp pour les 60, 70 et 80, féle semblent représenter 10, qui associé à 6, 7 et 8 forment 60, 70 and 80.
Rapp (1933) compare les chiffres  nafaanra trois (táárɛ) et cent (lafaa) avec eta et ke-lafa du mpre, jusqu'ici une langue du Ghana non répertoriée. On notera cependant que le mot mpre eta est en kwa - comme (cf. Brong esã, en ga etɛ), alors que la forme nafaanra táárɛ est clairement liée aux autres formes rencontrées dans les langues sénoufo (non-kwa) (e.g. supyire tàànrè).  
(Lafaa ) « cent » en Nafaanra est typiquement un chiffre kwa à qui il est plus que probable qu'il ait été emprunté (cf. dangme làfá, gonja kì-làfá, ewe alafá). Il en ressort que les affinités entre le mpre et le nafaanra que l'on trouve chez Rapp ne sont pas garanties à ce stade.
On trouve ici et là des altérations morphophonologiques notables telle la réduction de kúnɔ « cinq » en kɔ́ɔ̀ (tout en préservant l'accentuation) et le changement de lafaa en lafɛɛ pour les centaines.

### Couleurs
En nafaanra les trois couleurs basiques sont:  wɔɔ « noir », finge « blanc », et ɲiɛ « rouge ». Comme pour les adjectifs en sénoufo, la forme du nom de la couleur reflète la classe de nom du nom qu'elle modifie.
- wɔɔ  —  ki wɔ  « c'est noir »
- finge  —  ki fninge  « c'est blanc »
- ɲiɛ  —  ki ɲina  « c'est rouge »

Carlson (1994:154,710n9,10) liste les formes apparentées -ɲyɛ- « rouge, chaud » et -fyìn- « blanc, lumineux » en supyire. Il commente plus loin que ces adjectifs sont liés respectivement aux verbes fíníŋɛ́ « être blanc, blanchi » et ɲááŋá « rougi, être rouge », qui à leur tour sont les formes causatives des anciens verbes fini « être blanc » and ɲana « être rouge ».

## Exemples de phrases
- mùùrà kà ní čàà mè gbú mè é nyìè tɛ́ɛ́ mè kí lóó  ? 
  - histoire quelque je veux et-FUTUR taper et-FUTUR ton oreille mettre et-FUTUR ça entendre
  - « Je veux raconter une histoire que tu vas écouter. »
- yɛ́ngè nà kòmó ǹdrá  ? 
  - vrai que lion cacher-achevé
  - « C'est vrai que le lion se cache. »
- ké bĺè kà kpáhù wá 
  - ce jour quelque grenouille pas là
  - « Ce jour-là la grenouille n'était pas là. »
- ẃrè ǹnà pè kúú
  - Il pas-PROG eux tuer-PROG
  - « Il ne les a pas tués. »
- ná múúrò ḿnà kàà mà ná yo mà 
  - si poisson toi-PASSÉ-PROG macher-PROG toi-pas PASSÉ dire-PROG ça
  - « Si tu avais mangé du poisson tu n'aurais pas dit ça. »

## Bibliographie

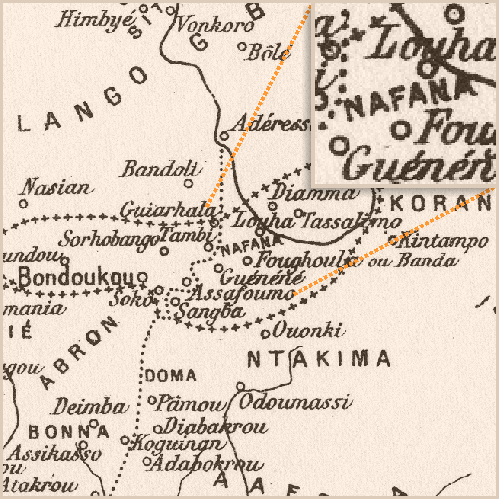
Détail de la carte linguistique de Delafosse (1904). En pointillé, la région où l'on parle le Nafaanra ('Nafana') de part et d'autre de la frontière entre la Côte d'Ivoire et le Ghana. La ville de Bondoukou est située sur la gauche.

### Premières sources
- Delafosse, Maurice (1904) Vocabulaires comparatifs de plus de 60 langues ou dialectes parlés en Côte d'Ivoire ou dans les régions limitrophes (avec des notes linguistiques et ethnologiques, une bibliographie et une carte). Paris: Leroux. disponible sur Gallica
- (en) Jordan, Dean L. (1978). « Nafaara tense-aspect in the folk tale », in Joseph Grimes (ed.), Papers on discourse. Dallas: Summer Institute of Linguistics, 84-90.
- (en) Jordan, Carol & Jordan, Dean (1980a). « Nafaara », in Kropp-Dakubu, M.E. (ed.), West African language data sheets, Vol. II. Leiden: West African Linguistic Society / African Studies Centre, 138-143.
- (en) Jordan, Carol & Jordan, Dean (1980b). « Collected Field Reports on the Phonology of Nafaara », Collected Language Notes 17. Legon: Institute of African Studies, University of Ghana.
- (en) Painter, Colin (1966) Word lists of two Senufo dialects: Fantera et Pantera. Legon: University of Ghana. (30p)
- (de) Rapp, Eugen Ludwig (1933). Die Náfana-sprache auf der Elfenbeinküste und auf der Goldküste. [The Náfana language in Ivory Coast and Gold Coast], Mitteilungen des Seminars für Orientalische Sprachen (M.S.O.S.) 36, 3, 66-69.

### Deuxièmes sources
- (en) Blench, Roger (1999). Recent Field Work in Ghana: Report on Dompo and a note on Mpre. PDF
- (en) Carlson, Robert (1994). A Grammar of Supyire. Berlin/New York: Mouton de Gruyter.
- (en) Hartell, Rhonda L. (ed.) (1993). The Alphabets of Africa. Dakar: UNESCO and SIL.
- Manessy, Gabriel (1981) « Les langues voltaïques », in: Les langues dans le monde ancien et moderne vol. I, Paris, CNRS, 103–110.
- Mensah, E.N.A.; Tchagbale, Z. (1983) Atlas des langues gur de Côte d'Ivoire. Abidjan, Paris: ILA.
- (en) Stahl, Ann (2004). « Making history in Banda: Reflections on the construction of Africa's past », in Historical Archaeology, 38, 1, 50-56.
- (en) Swadesh et. al. (1966) « A preliminary glottochronology of Gur languages », Journal of West African Languages, 3, 2, 27–65.
- (en) Westermann, Diedrich & Bryan, M.A. (1970 [1952]). The Languages of West Africa. Oxford: International African Institute / Oxford University Press.

### Autres lectures
- Brɔfu ni yuu (a bridge material to English) Nafaanra.Ghana Institute of Linguistiscs, Literacy and Bible Translation (1994).